# José de Jesús (boxe anglaise)
Pour les articles homonymes, voir José de Jesús.
Jose De Jesus est un boxeur portoricain né le 12 août 1963 à Cayey.

## Carrière
Passé professionnel en 1981, il échoue par deux fois en championnat du monde des poids mi-mouches WBA face à Yuh Myung-woo en 1986 et 1988 mais remporte le titre inaugural WBO de la catégorie le 19 mai 1989 aux dépens de Fernando Martinez. Il conserve son titre à trois reprises puis est destitué par la WBO en mars 1992 pour ne pas avoir remis sa ceinture en jeu dans le délai imparti. De Jesus met un terme à sa carrière de boxeur en 1999 sur un bilan de 31 victoires, 9 défaites et 1 match nul.